# Усик Павло Васильович
Павло Васильович Усик (20 грудня 1908, місто Суми Харківської губернії, тепер Сумської області — 10 травня 1981, місто Кишинів, тепер Молдова) — радянський партійний діяч, залізничник, заступник голови Ради міністрів Молдавської РСР. Кандидат у члени ЦК КП Молдавії в 1954—1956 роках. Член ЦК КП Молдавії в 1956—1960 роках. Депутат Верховної ради Молдавської РСР.

## Життєпис
Народився в родині робітника. У 1929 році закінчив залізничне індустріальне училище.
З 1929 року працював машиністом, бригадиром, помічником механіка паровозного депо станції Красний Лиман Північно-Донецької залізниці.
Член ВКП(б) з 1931 року.
У 1936 році закінчив Дніпропетровський інститут інженерів залізничного транспорту.
У 1936—1939 роках — інженер, начальник електровозного депо станції Бєлово Томської залізниці.
У 1939—1941 роках — на партійній роботі: інструктор, завідувач транспортного відділу Дніпропетровського обласного комітету КП(б)У.
З вересня 1941 по травень 1943 року — в Червоній армії на політичній роботі, учасник німецько-радянської війни. Служив на політичній роботі в 10-й окремій роті охорони польового управління 9-ї армії, був уповноваженим Військової ради Південного фронту. З 1942 року — комісар військових сполучень Північної групи військ Закавказького фронту, заступник із політичної частини начальника військових сполучень Північної групи військ Закавказького фронту (з січня 1943 року — Північно-Кавказького фронту), уповноважений Військової ради Південного фронту.
З жовтня 1943 по 1944 рік — заступник завідувача транспортного відділу Дніпропетровського обласного комітету КП(б)У.
У 1944 (затверджений в квітні 1945 року) — 1947 року — заступник секретаря Дніпропетровського обласного комітету КП(б)У із транспорту — завідувач транспортного відділу Дніпропетровського обласного комітету КП(б)У.
У 1949 році закінчив Академію залізничного транспорту в Москві.
У 1949—1953 роках — головний інженер та заступник начальника Кишинівської залізниці в Молдавській РСР.
1 квітня 1953 — 8 липня 1958 року — заступник голови Ради міністрів Молдавської РСР.
Одночасно, 5 січня 1956 — червень 1957 року — голова Державного комітету з питань будівництва та архітектури при Раді міністрів Молдавської РСР.
У липні 1958 — 9 січня 1959 року — заступник, 1-й заступник голови Ради народного господарства Молдавської РСР.
9 січня 1959 — 4 березня 1963 року — голова Державного комітету з питань будівництва та архітектури при Раді міністрів Молдавської РСР.
До 1971 року — завідувач відділу будівництва та будівельної промисловості Комітету народного контролю Молдавської РСР.
З 1971 року — персональний пенсіонер союзного значення.
Помер 10 травня 1981 року після тривалої хвороби в місті Кишиневі.

## Звання
- майор

## Нагороди
- орден Вітчизняної війни ІІ ст. (29.07.1945)
- орден Трудового Червоного Прапора
- орден Червоної Зірки (13.09.1943)
- медаль «За бойові заслуги» (30.05.1943)
- медаль «За оборону Кавказу» (1945)
- медалі